# Bianchi 40/50 HP
Bianchi 40/50 HP ist eine Modellbezeichnung für zwei verschiedene Pkw-Modelle. Hersteller war Bianchi aus Italien.
Zunächst gab es den Tipo E der Bauzeit 1908–1915, der mit dieser Bezeichnung von spätestens 1908 bis 1910 in Großbritannien angeboten wurde. Sein Vierzylindermotor hatte 7964 cm³ Hubraum.
Danach gab es den Tipo D mit 8495 cm³ Hubraum. Er wurde 1912 und 1913 unter dieser Bezeichnung in Großbritannien angeboten. Die gesamte Bauzeit des Tipo D war von 1906 bis 1915.